# Metrosideros elegans
Metrosideros elegans là một loài thực vật có hoa trong Họ Đào kim nương. Loài này được (Montrouz.) Beauvis. mô tả khoa học đầu tiên năm 1901.